# Homare Sawa
Homare Sawa (澤 穂希 Sawa Homare, født 6. september 1978) er en tidligere japansk professionel fodboldspiller. Hun var anfører for Japans kvindefodboldlandshold, som vandt VM i fodbold for kvinder 2011 og førte holdet til sølvmedalje ved sommer-OL 2012. I 2012 blev hun valgt til  FIFA Årets bedste kvindelige fodboldspiller 2011. Hun har blandt andet spillet for Atlanta Beat i Women's United Soccer Association (WUSA), NTV Beleza, Washington Freedom i Women's Professional Soccer (WPS), og INAC Kobe Leonessa i Nadeshiko League Division 1.

## Tidligt liv
Homare Sawa blev født i Fuchū, Tokyo, hun begyndte at spille fodbold, da hun var seks år gammel. Mens hun så på mens hendes storebror trænede fodbold, inviterede træneren hende til at spille med drengenes hold på banen.

## Karriere

### Landshold
Den 6. december 1993 fik Sawa debut som 15 år gammel for Japans fodboldlandshold. Hun scorede fire mål i sin første landskamp, hvor Japan vandt over Filippinerne. Hun spillede for Japans landshold i 22 år, hvor hun deltog i seks VM turneringer og fire gange ved OL: 1996, 2004, 2008, og Sommer-OL 2012. Hun spillede i alt 201 landskampe for Japan, hvilket er rekord. Hun er også den mest scorende kvindelige landsholdsspiller for Japan med 81 mål, heraf scorede hun hat-trick ved VM i fodbold 2011 i gruppespillet i kampen mod Mexico.
Sawa førte Japans landshold til sejr ved VM i fodbold 2011. Efter en 2-2 uafgjort kamp på et udsolgt stadion i Frankfurt, Tyskland, hvoraf Sawa scorede i 117. minut, vandt Japan straffesparkskonkurrencen 3-1 over USA og vandt deres første verdensmesterskab nogensinde. Sawa blev hædret med Den Gyldne Støvle, da hun var turneringens topscorer med fem mål. Hun vandt også den Gyldne Bold for at være turneringens MVP.
Den 9. januar 2012 vandt Sawa hæderen som FIFA Årets bedste kvindelige fodboldspiller 2011 i Zürich, Schweiz. Hun bekendtgjorde i august 2012, at hun umiddelbart ville trække sig tilbage fra international fodbold, dette skete, efter at hun havde hjulpet Japan med at vinde sølv ved sommer-OL 2012.
Sawa vendte tilbage til landsholdsfodbold i 2014 for at hjælpe Japan med at vinde Asienmesterskabet i fodbold for kvinder 2014, og scorede sit 82. landsholdsmål under turneringen. I 2015 kom hun tilbage til landsholdet efter at have været ude med skade i et år. Hun scorede sejrsmålet i en venskabskamp mod New Zealand, med assist fra Aya Miyama. Sawa og Brasiliens Formiga blev de første fodboldspillere, der har spillet seks gange ved VM i fodbold, dette skete ved VM i fodbold for kvinder 2015 i Canada. Japan kom i finalen men tabte 5-2 mod USA og fik dermed sølvmedaljer.